# Umm Salama Hind bint Abi Umayya
Hind bint Abi Umayya (en árabe: هند بنت أبي أمية‎) también conocida como Hind bint Suhayl, Hind al-Majzumíyah o Umm Salama (madre de Salama) fue la sexta esposa de Mahoma y, por lo tanto, considerada como Madre de los Creyentes. Tras la muerte de su esposo, Abdallah ibn Abdulásad en la batalla de Uhud, ella era conocida como Ayyin al-Arab (Los ojos de Arabia).

## Biografía
Era hija de Abu Umayyah ibn al-Mughírah al-Majzumi, de los Banu Majzum, apodado Zad ar-Rakib (a causa de su generosidad con los viajeros). Ella estaba entre los musulmanes acosados y perseguidos por la tribu Quraish.

## La era de Mahoma
Umm Salama y su esposo, Abdallah ibn Abd al-Ásad, fueron de los primeros musulmanes en convertirse al islam. Solo Ali y unos pocos más se convirtieron al islam antes que ellos.
Su esposo falleció a causa de las heridas recibidas en la batalla de Uhud. Entonces, Hind tenía un hijo llamado Úmar ibn Abi Salama.
Tras la muerte de Abdallah, los musulmanes le dieron el título de "Los Ojos de Arabia". No tenía familia en Medina excepto a sus hijos pequeños, pero recibió el apoyo de todos los musulmanes. Cuando ella terminó la Iddah (el periodo de espera de una mujer que, o bien está divorciada, tiene por objeto la anulación o el marido muere, que es lo que sucedió en este caso, antes de volver a contraer matrimonio), durante 4 meses y 10 días, Abu Bakr y Umar le pidieron matrimonio, pero ella se rehusó. Mahoma le pidió su mano y ella aceptó.
Umm Salama se casó con Mahoma a la edad de 29 años. Solo su sexta y séptima esposa (Umm Salama y Záynab, respectivamente) eran primas directas de Mahoma. Umm Salama era una viuda con tres hijos y un cuarto hijo póstumo nació casi inmediatamente después de su matrimonio con Mahoma.
Junto con Fatimah bint Asad (la madre del cuarto Califa Ali), el profeta Mahoma la eligió como la Guardiana de la Sayidah (Dama, en árabe), Fátima az-Zahra.
El versículo de la Purificación (33:33) en el Corán fue revelado al Profeta Mahoma en su casa.

## Después de Mahoma
Umm Salama le rogó a Husáin ibn Ali que no emprendiera el fatal viaje que realizó a Irak. Umm Salama falleció a los 84 años en Medina. Fue enterrada en el cementerio de Yánnat ul-Baqí. Fue la última superviviente de las Madres de los Creyentes.